# Władysław Grabski

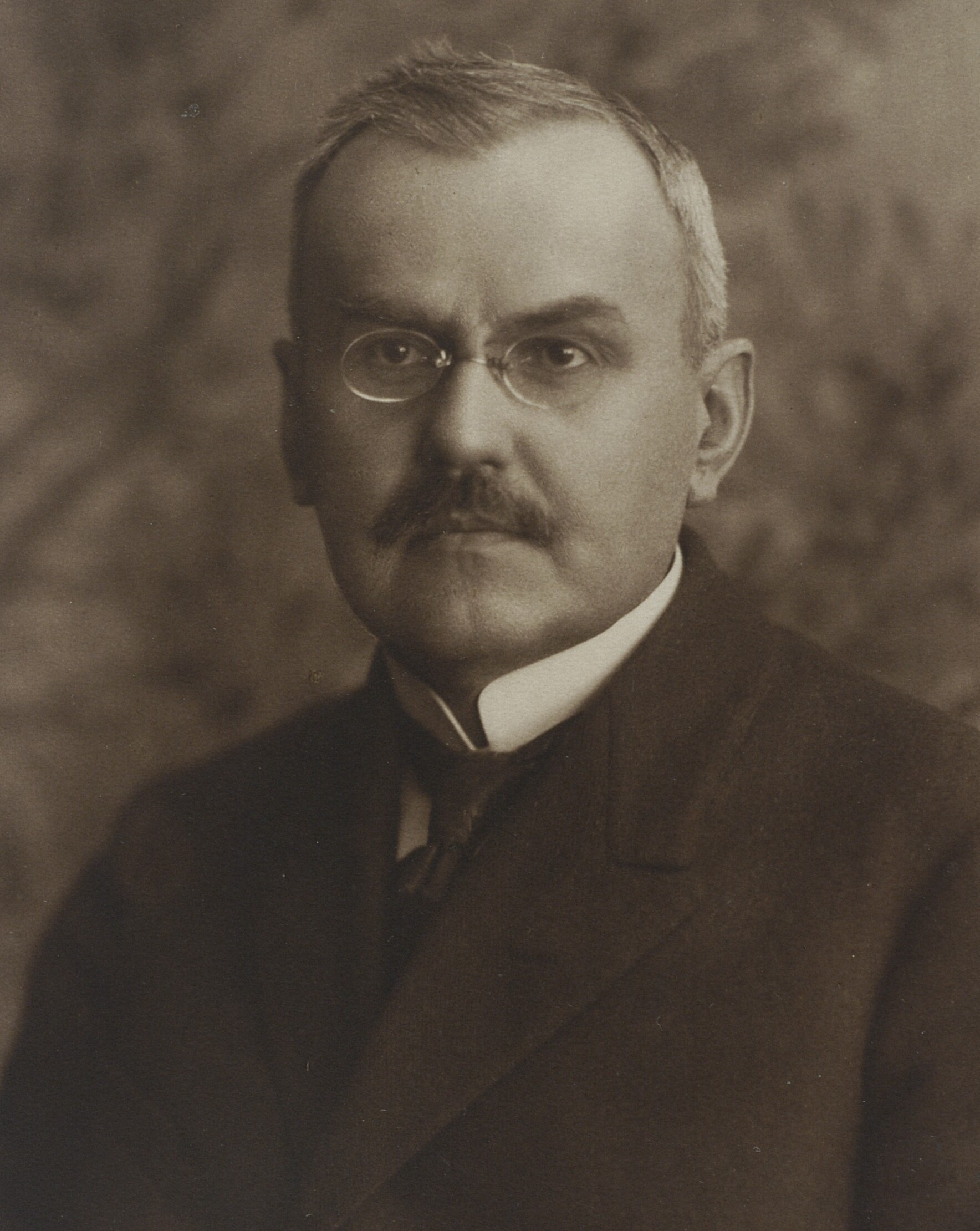
Władysław Grabski

Władysław Dominik Grabski, född 7 juli 1874, död 1 mars 1938, var en polsk nationalekonom och politiker. Han var bror till Stanisław Grabski.
Grabski blev 1926 professor i ekonomi vid lantbrukshögskolan i Warszawa. Åren 1906-12 var han ledamot av riksduman och arbetade under första världskriget för Ryssland och ententen. Efter några månaders tysk internering 1918 var han samma år lantbruksminister i den första polska regeringen, ledare för den nationaldemokratiska högern och delegerad vid fredskonferensen i Paris 1919. Grabski var finansminister 1919-20, 1920 ministerpresident, 1923 finansminister, 1923-25 ministerpresident och finansminister, och genomförde 1924 den myntreform, som låg till grund för det polska myntväsendet fram till andra världskriget. År 1925 drog sig Grabski tillbaka från politiken.